# 石岡拓也
石岡 拓也（いしおか たくやIshioka Takuya、1971年12月16日）は、青森県出身のアルペンスキーヤー。彼は、1992年アルベールビルオリンピック、1994年リレハンメルオリンピック、1998年長野オリンピックに出場した 。

## 参照資料
1. ↑  “Takuya Ishioka”. SR/Olympic Sports.   Sports Reference LLC. 2011年5月5日閲覧。